# Paracalanus aculeatus
Paracalanus aculeatus är en kräftdjursart som beskrevs av Giesbrecht 1888. Paracalanus aculeatus ingår i släktet Paracalanus och familjen Paracalanidae. Inga underarter finns listade i Catalogue of Life.